# Ilha Spaatz
A Ilha Spaatz (73° 00′ S, 75° 00′ O) é uma grande ilha coberta de gelo da Antártida. Estende-se a sudoeste da Ilha Alexander I e a oeste da base da Península Antártica, próximo à costa da Terra de Ellsworth e 30 milhas a leste da Ilha Smyley. Tem 50 milhas de extensão e 25 milhas de largura, e abrange uma área de cerca de 4100 km ².
O lado norte da ilha forma uma parte do sul da margem da Entrada de Ronne; o restante da ilha é rodeada pelas plataformas de gelo Canal Strange e o Canal George VI. Finn Ronne e Carl Eklund do Serviço Antártico Americano (USAS) (1939-41) desbravaram em trenós a zona norte da ilha em dezembro de 1940. A ilha foi fotografada a partir do céu e foi mapeada como uma ilha pela Expedição Antártica de Investigação Ronne (RARE) (1947-48), sob o comando de Finn Ronne. Foi nomeado por Ronne em homenagem ao General Carl Spaatz, Chefe do Estado-Maior da Força Aérea Americana (USAAF), que deu assistência na cessão de um avião para a utilização pela RARE.
O Chile inclui a ilha no Território Antártico Chileno e para o Reino Unido forma parte do Território Antártico Britânico. Contudo, estas reclamações estão suspensas em virtude do Tratado Antártico.